# Steinhagen (Rostock)
Steinhagen è un comune del Meclemburgo-Pomerania Anteriore, in Germania.
Appartiene al circondario di Rostock ed è parte dell'Amt Bützow-Land.